# Били Џин Кинг куп
Били Џин Кинг куп (некад Фед куп (енгл. Fed Cup)) је прво екипно такмичење жена у тенису, основано 1963. године поводом прославе 50. годишњице оснивања Међународне тениске федерације (ИТФ). До 1995. називало се Куп Федерација (енгл. Federation Cup).
Мушки еквивалент за ово такмичење јест Дејвис куп.
У 2013. години укупно су учествовале 92 репрезентације подељене у две светске групе и три међуконтиненталне зоне. Свака репрезентација има од две до четири играчице. У оквиру сваког сусрета играју се четири појединачна меча и један у игри парова. Сусрет траје два дана (субота-недеља). Два појединачна меча играју се првог дана, а друга два појединачна и један меч у игри парова другог дана. Игра се на два добијена сета.
Најуспешнија репрезентација јест репрезентација САД-а, која је 17 пута освајала овај трофеј.
Рекорд с највише победа појединачно и у игри парова (72) у овом такмичењу држи Аранча Санчез Викарио из Шпаније.
Актуелни победник Фед купа јест репрезентација Чешке.

## Структура такмичења
За 2013. годину
| Ниво такмичења | Групе                              | Групе                                 | Групе                                        |
| 1              | Светска група 8 екипа              | Светска група 8 екипа                 | Светска група 8 екипа                        |
| 2              | Светска група II 8 екипа           | Светска група II 8 екипа              | Светска група II 8 екипа                     |
| 3              | Прва група Америчке зоне 8 екипа   | Прва група Евроафричке зоне 16 екипа  | Прва група Азизјско-океанијске зоне 7 екипа  |
| 4              | Друга група Америчке зоне 12 екипа | Друга група Евроафричке зоне 8 екипа  | Друга група Азијско-океанијске зоне 10 екипа |
| 5              |                                    | Трећа група Евроафричке зоне 15 екипа |                                              |

| Аустралија       | Италија  | Јапан  | Русија |
| Сједињене Државе | Словачка | Србија | Чешка  |

| Аргентина | Белгија    | Немачка | Украјина |
| Француска | Швајцарска | Шведска | Шпанија  |

## Резултати финалних сусрета
| Година | Победник             | Резултат | Финалист             | Датум     | Подлога | Место                               |
| 1963   | Сједињене Државе     | 2 : 1    | Аустралија           | 20 јун    | трава   | Лондон, Уједињено Краљевство        |
| 1964   | Аустралија           | 2 : 1    | Сједињене Државе     | 5 сеп     | трава   | Филаделфија, САД                    |
| 1965   | Аустралија           | 2 : 1    | Сједињене Државе     | 18 јан    | трава   | Мелбурн, Аустралија                 |
| 1966   | Сједињене Државе     | 3 : 0    | Западна Немачка      | 15 мај    | шљака   | Торино, Италија                     |
| 1967   | Сједињене Државе     | 2 : 0    | Уједињено Краљевство | 11 јун    | шљака   | Западни Берлин, Западна Немачка     |
| 1968   | Аустралија           | 3 : 0    | Холандија            | 26 мај    | шљака   | Париз, Француска                    |
| 1969   | Сједињене Државе     | 2 : 1    | Аустралија           | 25 мај    | шљака   | Атина, Грчка                        |
| 1970   | Аустралија           | 3 : 0    | Западна Немачка      | 24 мај    | шљака   | Фрајбург, Западна Немачка           |
| 1971*  | Аустралија           | 3 : 0    | Уједињено Краљевство | 29 дец*   | трава   | Перт, Аустралија                    |
| 1972   | Јужна Африка         | 2 : 1    | Уједињено Краљевство | 25 мар    | тврда   | Јоханезбург, Јужноафричка Република |
| 1973   | Аустралија           | 3 : 0    | Јужна Африка         | 6 мај     | шљака   | Бад Хомбург, Западна Немачка        |
| 1974   | Уједињено Краљевство | 2 : 1    | Сједињене Државе     | 19 мај    | шљака   | Напуљ, Италија                      |
| 1975   | Чешка                | 3 : 0    | Аустралија           | 11 мај    | шљака   | Екс ан Прованс, Француска           |
| 1976   | Сједињене Државе     | 2 : 1    | Аустралија           | 29 авг    | тепих   | Филаделфија, САД                    |
| 1977   | Сједињене Државе     | 2 : 1    | Аустралија           | 18 јун    | трава   | Истборн, Уједињено Краљевство       |
| 1978   | Сједињене Државе     | 2 : 1    | Аустралија           | 3 дец     | трава   | Мелбурн, Аустралија                 |
| 1979   | Сједињене Државе     | 3 : 0    | Аустралија           | 6 мај     | шљака   | Мадрид, Шпанија                     |
| 1980   | Сједињене Државе     | 3 : 0    | Аустралија           | 25 мај    | шљака   | Западни Берлин, Западна Немачка     |
| 1981   | Сједињене Државе     | 3 : 0    | Уједињено Краљевство | 15 нов    | шљака   | Токио, Јапан                        |
| 1982   | Сједињене Државе     | 3 : 0    | Западна Немачка      | 25 јул    | тврда   | Санта Клара, САД                    |
| 1983   | Чехословачка         | 2 : 1    | Западна Немачка      | 24 јул    | шљака   | Цирих, Швајцарска                   |
| 1984   | Чехословачка         | 2 : 1    | Аустралија           | 22 јул    | шљака   | Сао Пауло, Бразил                   |
| 1985   | Чехословачка         | 2 : 1    | Сједињене Државе     | 14 окт    | тврда   | Нагоја, Јапан                       |
| 1986   | Сједињене Државе     | 3 : 0    | Чехословачка         | 27 јул    | шљака   | Праг, Чехословачка                  |
| 1987   | Западна Немачка      | 2 : 1    | Сједињене Државе     | 2 авг     | тврда   | Ванкувер, Канада                    |
| 1988   | Чехословачка         | 2 : 1    | Совјетски Савез      | 11 дец    | тврда   | Мелбурн, Аустралија                 |
| 1989   | Сједињене Државе     | 3 : 0    | Шпанија              | 9 окт     | тврда   | Токио, Јапан                        |
| 1990   | Сједињене Државе     | 2 : 1    | Совјетски Савез      | 29 јул    | тврда   | Атланта, САД                        |
| 1991   | Шпанија              | 2 : 1    | Сједињене Државе     | 28 јул    | тврда   | Нотингем, Уједињено Краљевство      |
| 1992   | Немачка              | 2 : 1    | Шпанија              | 19 јул    | шљака   | Франкфурт, Немачка                  |
| 1993   | Шпанија              | 3 : 0    | Аустралија           | 25 јул    | шљака   | Франкфурт, Немачка                  |
| 1994   | Шпанија              | 3 : 0    | Сједињене Државе     | 24 јул    | шљака   | Франкфурт, Немачка                  |
| 1995   | Шпанија              | 3 : 2    | Сједињене Државе     | 25-26 нов | шљака   | Валенсија, Шпанија                  |
| 1996   | Сједињене Државе     | 5 : 0    | Шпанија              | 28-29 сеп | тепих   | Атлантик Сити, САД                  |
| 1997   | Француска            | 4 : 1    | Холандија            | 4-5 окт   | тепих   | Хертохенбос, Холандија              |
| 1998   | Шпанија              | 3 : 2    | Швајцарска           | 19-20 сеп | тврда   | Женева, Швајцарска                  |
| 1999   | Сједињене Државе     | 4 : 1    | Русија               | 18-19 сеп | тврда   | Станфорд, САД                       |
| 2000   | Сједињене Државе     | 5 : 0    | Шпанија              | 24-25 нов | тепих   | Лас Вегас, САД                      |
| 2001   | Белгија              | 2 : 1    | Русија               | 11 нов    | шљака   | Мадрид, Шпанија                     |
| 2002   | Словачка             | 3 : 1    | Шпанија              | 2-3 нов   | тврда   | Гран Канарија, Шпанија              |
| 2003   | Француска            | 4 : 1    | Сједињене Државе     | 22-23 нов | тепих   | Москва, Русија                      |
| 2004   | Русија               | 3 : 2    | Француска            | 27-28 нов | тепих   | Москва, Русија                      |
| 2005   | Русија               | 3 : 2    | Француска            | 17-18 сеп | шљака   | Париз, Француска                    |
| 2006   | Италија              | 3 : 2    | Белгија              | 16-17 сеп | тврда   | Шарлроа, Белгија                    |
| 2007   | Русија               | 4 : 0    | Италија              | 15-16 сеп | тврда   | Москва, Русија                      |
| 2008   | Русија               | 4 : 0    | Шпанија              | 13-14 сеп | шљака   | Мадрид, Шпанија                     |
| 2009   | Италија              | 4 : 0    | Сједињене Државе     | 7-8 нов   | шљака   | Ређо Калабрија, Италија             |
| 2010   | Италија              | 3 : 1    | Сједињене Државе     | 6-7 нов   | тврда   | Сан Дијего, САД                     |
| 2011   | Чешка                | 3 : 2    | Русија               | 5-6 нов   | тврда   | Москва, Русија                      |
| 2012   | Чешка                | 3 : 1    | Србија               | 3-4 нов   | тврда   | Праг, Чешка                         |
| 2013   | Италија              | 4 : 0    | Русија               | 2-3 нов   | шљака   | Каљари, Италија                     |
| 2014   | Чешка                | 3 : 1    | Немачка              | 8-9 нов   | тврда   | Праг, Чешка                         |
| 2015   | Чешка                | 3 : 2    | Русија               | 14-15 нов | тврда   | Праг, Чешка                         |
| 2016   | Чешка                | 3 : 2    | Француска            | 14-15 нов | тврда   | Стразбур, Француска                 |

- * такмичење за 1971. годину је одржано у децембру 1970.

## Биланс учесника у финалу
Стање после 2011
| Екипа                | Победник                                                                                                  | Финалист                                                              |
| -------------------- | --- | --------------------------------------------------------------------- |
| Сједињене Државе     | 1963, 1966, 1967, 1969, 1976, 1977, 1978, 1979, 1980, 1981, 1982, 1986, 1989, 1990, 1996, 1999, 2000 (17) | 1964, 1965, 1974, 1985, 1987, 1991, 1994, 1995, 2003, 2009, 2010 (11) |
| Аустралија           | 1964, 1965, 1968, 1970, 1971, 1973, 1974 (7)                                                              | 1963, 1969, 1975, 1976, 1977, 1978, 1979, 1980, 1984, 1993 (10)       |
| Чешка *              | 1975*, 1983*, 1984*, 1985*, 1988*, 2011, 2012 (7)                                                         | 1986* (1)                                                             |
| Шпанија              | 1991, 1993, 1994, 1995, 1998 (5)                                                                          | 1989, 1992, 1996, 2000, 2002, 2008 (6)                                |
| Русија *             | 2004, 2005, 2007, 2008 (4)                                                                                | 1988*, 1990*, 1999, 2001, 2011 (5)                                    |
| Италија              | 2006, 2009, 2010 (3)                                                                                      | 2007 (1)                                                              |
| Немачка *            | 1987*, 1992 (2)                                                                                           | 1966*, 1970*, 1982*, 1983* (4)                                        |
| Француска            | 1997, 2003 (2)                                                                                            | 2004, 2005 (2)                                                        |
| Јужна Африка         | 1972 (1)                                                                                                  | 1973 (1)                                                              |
| Белгија              | 2001 (1)                                                                                                  | 2006 (1)                                                              |
| Словачка             | 2002 (1)                                                                                                  | (0)                                                                   |
| Уједињено Краљевство | (0) | 1967, 1971, 1972, 1981 (4)                                            |
| Холандија            | (0) | 1968, 1997 (2)                                                        |
| Швајцарска           | (0) | 1998 (1)                                                              |
| Србија               | (0) | 2012 (1)                                                              |

- * Наступали под именом:
 Чехословачка
 Совјетски Савез
 Западна Немачка

## Званична ИТФ ранг-листа
| Пласман | Екипа            | Бодови    | Пр. пл. | Пласман | Екипа                | Бодови   | Пр. пл. |
| ------- | ---------------- | --------- | ------- | ------- | -------------------- | -------- | ------- |
| 1       | Чешка            | 35.525,00 | =       | 11      | Шведска              | 4.480,00 | [12]    |
| 2       | Италија          | 21.180,00 | =       | 12      | Швајцарска           | 4.375,00 | [14]    |
| 3       | Русија           | 15.025,00 | =       | 13      | Белгија              | 3.815,00 | [9]     |
| 4       | Србија           | 12.272,50 | =       | 14      | Украјина             | 2.950,00 | [11]    |
| 5       | Словачка         | 9.017,50  | [8]     | 15      | Француска            | 2.700,00 | [16]    |
| 6       | Сједињене Државе | 9.010,00  | [5]     | 16      | Уједињено Краљевство | 2.550,00 | [18]    |
| 7       | Аустралија       | 5.120,00  | [6]     | 17      | Аргентина            | 2.525,00 | [15]    |
| 8       | Јапан            | 5.090,00  | [7]     | 18      | Пољска               | 2.420,00 | [23]    |
| 9       | Немачка          | 4.572,50  | [10]    | 19      | Казахстан            | 2.285,00 | [24]    |
| 10      | Шпанија          | 4.562,50  | [13]    | 20      | Белорусија           | 2.147,50 | [17]    |

Комплетна ранг листа Архивирано на веб-сајту  (10. јануар 2011) од 11. фебруара 2013.